# Skúvoy (Skúvoy)
Skúvoy [skʉuːwɪ], o Skúgvoy, és un petit poble i municipi de l'illa de Skúvoy, a les illes Fèroe. El poble de Skúvoy és també la capital del municipi, que inclou l'illa de Stóra Dímun i la mateixa Skúvoy. L'1 de gener de 2021 hi vivien 43 persones a les dues illes, 33 a Skúvoy i 10 a Stóra Dímun.
El Høgoyggj, de 396 metres, situada a Stóra Dímun, és la muntanya més alta del municipi.

El ferri Sildberin connecta varis cops a la setmana el poble de Skúvoy amb Sandur, a l'illa de Sandoy. Alguns horaris només serveixen sota reserva, i tots estan subjectes a les condicions meteorològiques.

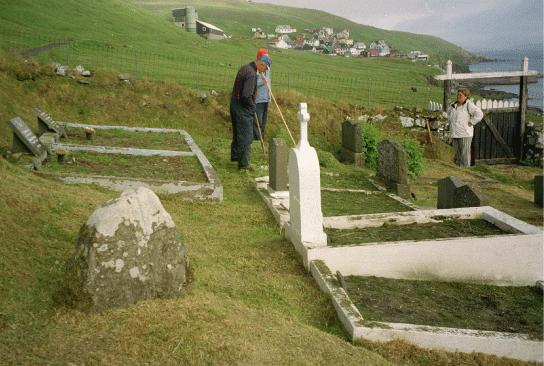
La làpida de Sigmundur Brestisson.

## Història
Al cementiri de Skúvoy hi ha una làpida anomenada Sigmundarsteinur (Pedra de Sigmundur) que, segons la tradició, pertany a Sigmundur Brestisson. Segons la Saga dels feroesos Brestisson va ser el cap viking que va cristianitzar les Illes Fèroe l'any 1000. La tradició diu que vivia a la seva granja de Skúvoy quan Tróndur i Gøtu el va atacar. Sigmundur va fugir saltant al mar i nedant fins a Sandvík, a l'illa de Suðuroy (15 km). A Sandvík el va trobar esgotat Torgrimur Illi, que el va matar per a poder robar-li el braçalet d'or que duia.
Al segle xiv, la pesta negra va matar tots els habitants de l'illa, excepte a una dona jove. Al segle xviii una epidèmia de verola va fer estralls a tot l'arxipèlag i va exterminar tota la població de Skúvoy.
Hi ha hagut diverses esglésies al llarg de la història. La primera va ser construïda per Sigmundur Brestisson l'any 999. L'església actual de Skúvoy data del 1937.
Fins fa poc era popular la captura d'ocells al costat oest de l'illa. Com que el nombre d'individus a les colònies d'ocells ha disminuït notablement la seva captura ara és limitada.